# 伊江御殿
伊江御殿（いえうどぅん）または伊江家（いえけ）は、第二尚氏の分家で琉球王族・華族だった家。尚宗賢・伊江王子朝義（尚清王七男）を家祖とし、代々伊江島の按司地頭をつとめ、琉球藩廃藩後は華族の男爵家に列せられた。

## 歴史
尚清王七男朝義は、初め羽地間切の按司地頭を務めたが、後に伊江島の按司地頭に転任、以後代々これを務めて伊江と称した。同家は三司官に4名就任し、当主4代が王子号を授与した筆頭格御殿となった。
1691年（康熙30年）、尚家の末裔は「尚、向」と「朝」を用いることが命じられ、同年11月9日に向姓を賜った。それ以前の伊江御殿は「宗」「義」を氏名や名乗頭字としていた。十世朝平には嗣子がなく、道光10年（1834年）に尚灝王の五男尚健を養子にして伊江御殿を継がせた。
十一世朝直は琉球王国最後の摂政であり、明治5年（1872年）7月に維新成就のお祝いを述べるための日本への使節団維新慶賀使の正史を務めた。慶賀使は9月14日に東京で明治天皇の謁見を賜り、琉球国王尚泰を琉球藩王に叙し華族に列するとの詔を授けられた。
また朝直はこの維新慶賀使として在京中の明治5年9月12日に新橋駅で日本初となる鉄道開業式典に参列、新橋 - 横浜間を走る1号機関車に乗車した。朝直ら琉球使節は、このお召し列車に、明治天皇の他、有栖川宮熾仁親王、三条実美、井上勝、副島種臣、西郷隆盛、大隈重信、板垣退助、井上馨、勝海舟、黒田清隆、陸奥宗光、江藤新平、山県有朋、渋沢栄一などと共に乗車している。
明治12年（1879年）3月に琉球藩は廃藩となり、伊江家は同年3月11日付で華族に列せられたが、明治17年（1884年）7月の華族令施行で華族が五爵制になった際には爵位が与えられず、しばらくは無爵華族となっていた。今帰仁家も同様だった。これに対して柳原前光は伊江家や今帰仁家は無爵華族という奇妙な状態に置かれているせいで貴族院議員資格がなく、かつ華族戸主であるため衆議院議員資格もないという不当な立場に置かれていることを指摘し、早急に爵位を与えることを要求し、明治23年（1890年）3月27日付けで朝永が男爵位を与えられた。
その子朝助は沖縄銀行取締役や沖縄新報社長などを務めて実業家として活躍する一方、沖縄県議会議長を経て貴族院男爵議員（公正会所属）に当選して務めた。
その跡を継いだ甥の朝雄は国鉄常務理事から、昭和52年（1977年）に参議院議員（自由民主党所属）に当選して平成3年（1991年）の宮沢内閣に沖縄開発庁長官として入閣した（沖縄県出身者初の国務大臣）。

## 遺跡
伊江御殿家関係資料146点と伊江御殿墓は、それぞれ国の重要文化財に指定されている。その他、伊江御殿別邸庭園や伊江殿内庭園（巣雲園）は国の名勝に指定されている。
首里石嶺にある伊江御殿墓は、県内最古の亀甲墓の一つとして、1999年12月1日に国の重要文化財に指定されている。現在の墓域 2266 m2、建造された1687年当時約 5828 m2（5反8畝23歩=1763坪）。
また同地区には国の名勝である伊江御殿別邸庭園（7435 m2、2249坪）があり、2009年に庭園の整備・保全のため那覇市に寄贈している。
2019年7月23日には琉球王国の王族における家譜及び家譜編纂にかかる文書・記録類がまとまって伝存する稀有な例として伊江御殿家関係資料146点が国の重要文化財に指定された。
その他、宜野湾市に1725年に建立した西森碑記がある。元祖尚宗賢・伊江王子朝義の母である城の大按司志良礼は察度王の父奥間大親の末裔とされており、向和憲・垣花親方朝理（四世朝敷の三男）、六世朝良、三司官向和声・西平親方朝叙などが石門や森の川の石積みを行なった。現在の森川公園。
また首里当蔵には支流向氏伊江殿内の国の名勝である伊江殿内庭園がある。別称は「巣雲園」。

## 系譜
- 一世：尚宗賢・伊江王子朝義（尚清王七男)
- 二世：向種徳・伊江按司朝恒
- 二世：向文徳・伊江按司朝仲
- 三世：向濬哲・伊江按司朝久
- 四世：向嘉続・伊江按司朝敷
- 五世：尚和礼・伊江王子朝嘉（室は尚質王の五女）
- 六世：向良顕・伊江按司朝良
- 七世：尚依仁・伊江王子朝倚（室は尚敬王の次女)
- 八世：向執仲・伊江按司朝藩
- 九世：向国藩・伊江按司朝郁
- 十世：向世昌・伊江按司朝英
- 十世：向世俊・伊江按司朝平
- 十一世：尚健・伊江王子朝直（尚灝王四男)
- 十二世：向慶・大城按司朝永（伊江朝永）
- 十三世：向善行・富盛按司朝真（伊江朝真）
- 十四世：伊江朝助
- 十五世：伊江朝雄(2007年没)

なお、御殿四世：向嘉続・伊江按司朝敷の四男、向和声・伊江朝叙は伊江殿内の家祖であり、1835年に川平姓に改め川平殿内となる（川平殿内の末裔に川平朝申らがいる）。